# Carcellia scutellaris
Carcellia scutellaris là một loài ruồi trong họ Tachinidae.